# 2021年德克薩斯州大停電
2021年德克薩斯州大停電是指美國德克薩斯州在2021年2月中因為極端天氣而出現的大規模停電事件。高峰時德州有450萬戶家庭和企業停電，州内供水設施、食物供應鏈和網絡通訊設施也受到影響。

## 背景

### 極端天氣
2021年冬天，來自極地漩渦的寒流自加拿大進入美國，美國中部多地氣溫創下歷史同期新低。美國國家氣象局表示歷史低溫會持續數日，全美超過71%領土被冰雪覆蓋。德州東部的阿肯色州的地面积雪将达38厘米，更北的阿巴拉契亚山区将被厚厚的冰雪覆盖，纽约大都会地区的降雪量在2月18和19日预计最多将达20厘米。
2月10日冬季風暴「雪莉」（Shirley）在墨西哥灣上空形成，給美國深南部到中大西洋地區各州帶來雨夾雪和降雪。2月12日，冬季風暴「烏里」（Uri）在太平洋西北地区形成，跟著向東移動橫跨整個美國，給美國西北部、南部、中西部和東北部帶來大量降雪，14到15日降雪遍佈北美大平原中部和南部，德州多地氣溫出現同期歷史新低，暴風雪結束時，積雪覆蓋了80%的德州。13日德州州長格雷格·阿博特在新聞發佈會上預測德州將遇到前所未有的的大範圍大面積降雪。14到15日美國多州出現停電問題，其中以德州最為嚴重。墨西哥也有470萬戶家庭和企業停電，不過半日後，65%的用戶已經恢復供電。

### 德克薩斯州電網
在美國本土主要分為三個電網，分別是西部聯合電網、東部聯合電網和德克薩斯州電網。德克薩斯州的電網由於歷史原因相對獨立，并且不受聯邦能源監管委員會大多數的監管。電網的電力調度中心為德克薩斯州電力可靠性委員會（ERCOT），ERCOT控制的電網覆蓋75%的德州，2500萬的用戶，發電量占據德州電網的90%。餘下部分由西部聯合電網和東部聯合電網負責供電，其中德州電網有兩條高壓直流輸電連接東部聯合電網的臨近德州的電力調度中心西南電力庫，三條高壓直流輸電連接墨西哥電網。在2011年大停電期間，德州曾向墨西哥進口電力。2021年冬季風暴造成的德州大停電，有觀點認為德州電網的獨立性，讓德州難以從其他電網獲得支援。在席捲整個北美的冬季風暴中，和德州電網連接的西南電力池負責的州也需要輪流停電，而另一個連接的墨西哥也有470萬用戶停電，ERCOT认为，相連電網在這個極端天氣中同樣無法給與德州支援。

## 起因
德州當地的發電設備和裝置沒有考慮嚴寒天氣，在面對極端天氣時無法運作被認為是造成大停電的主要原因。早在美國2011年土撥鼠日暴風雪（1月31-2月3日），寒冷天氣下德州已經出現設備和裝置無法運行的情況，當時ERCOT以各地輪流停電形式度過暴風雪，有300萬戶家庭和企業受影響。聯邦能源監管委員會和ERCOT事後呼籲當地發電廠進行冬季改造，以適應極端氣候，不過當地發電厰並沒有動力進行改造。《德克萨斯月刊》观点认为，供應商升級當地电力和天然气基础设施的防寒能力需要增加電費，而在德州電力的自由市場模式下用戶追求廉價電費，供應商追求利潤，讓當地電廠公司沒有動力進行改造。面對2021年的暴風雪，當地發電設備和裝置再度因為嚴寒天氣而無法運行，2月15日ERCOT以各地輪流停電形式應對。
福克斯新聞和《華爾街日報》認為占據德州發電比例約四分之一的風能，在嚴寒天氣下風力渦輪機葉片被凍住是引致停電的主因，并且質疑美國清潔能源的推廣政策。德州州長格雷格·阿博特在2月16日表示認同相關觀點，不過之後亦表示煤炭和天然氣發電廠的設備也遭到凍結或者出現機械故障問題，同樣為停電的原因。事後ERCOT統計顯示，冬季風暴期間，天然氣發電廠的損失發電量為最高，佔高峰時損失發電量的一半，達25000兆瓦。

## 影響

### 電力供應
德州的所有能源，包括可再生能源（風能和太陽能）與燃煤、天然氣、核能發電均受到當地暴風雪的影響，能源系統被凍結及發電廠設備無法運行。
2月14日晚上6-7點之間，德州電網創下69150兆瓦的冬季用電高峰記錄，比2018年的記錄高3200兆瓦，晚上7:06，創下69222兆瓦新記錄。2月15日凌晨1:25，ERCOT宣佈進入緊急狀態，全州各地將輪流停電。凌晨5點之後南德克薩斯核能發電站的一條輸水管凍結，導致一座核反應堆無法運作，並損失1300兆瓦的電力。2月16日，德州有430萬戶家庭和企業停電，2月17日，仍然有270萬戶家庭和企業停電，2月18日，數字減少到50萬以下。截至2月18日下午5點，大約有2萬次停電，德州部分地區已經三天半沒有電力供應。2月19日早上8:30，德州仍然有19萬戶家庭和企業停電，上午10:30，ERCOT宣佈電力供應已經恢復正常，對於部分地區仍存在停電問題，ERCOT建議受影響用戶聯絡當地供應商解決。2月21日上午，德州州長表示現在還有1.3萬戶家庭和企業停電，預計在21日晚上或22日全州完全恢復供電。2月24日，ERCOT統計在冬季風暴期間，損失了52000兆瓦的發電量，接近電網通常可用電力的一半，損失的電力足夠德州1000萬戶家庭使用，其中最主要的損失源於天然氣發電廠，占25000兆瓦。ERCOT估計如果2月15日沒有實施輪流停電，用電高峰記錄會突破70000兆瓦，一旦電網失控，德州會面臨長達數周甚至數月的不受控停電。2月14日到20日期間，近七成德州人平均停電42小時，其中哈里斯縣當地居民有九成遭遇停電，平均停電49小時。德州首府奧斯汀，在停電高峰期本地居民40-50%用戶停電，大部分為有色人種和少數族裔的社區，而無人上班的市中心高樓大廈和富人區仍然燈火通明。受到極端天氣影響，德州能源供應商Griddy將電價從往年同期每千度電50美金飆升到每千度電9000美元以上。
德州部分地區由德州電網以外電網供電也遭遇間歇性停電，如接入西南電力庫的德克薩斯州鍋柄狀地區和接入Entergy（SERC可靠性公司成員）的博蒙特地區，不過相對德州電網的覆蓋範圍，停電的時長和次數比較少。

### 供水系統
2月17日，截至中午，德州110個縣332個地方供水系統出現問題，為了避免食水污染，政府發出了276個沸水建議，影響人數達到700萬。休斯敦的供水系統出現水壓不足問題，休斯敦市長特納呼籲民眾購買瓶裝水。供水系統的主要問題為嚴寒天氣下管道凍結和水泵故障引致的水壓過低，還有停電下供水處理中心無法正常運作。2月20日，德州環境品質委員會表示收到1200個供水系統報告服務中斷，截至上午，有1430萬人受到影響。22日，委員會表示全州仍有1259個沸水建議，過去僅取消285個，目前有870萬人受到影響。2月24日下午，仍然有140萬人受到影響，自此已經取消1100個沸水建議。2月14日到20日期間，近一半的德州人所在地的供水系統出現問題，平均每人有52小時失去自來水供應。

### 食物供應
自2月冬季風暴以來，冰雪天氣導致的交通問題，讓德州的食物供應鏈遭到重創。每天有價值800萬美元的牛奶由於無法送往商店而棄置，動物農場無法獲得飼料和將肉製品運往商店。電力問題讓動物農場無法取暖，大量養殖的雞和牛凍死，牛奶加工廠無法開工，全州雜貨店停業，只有部分超市維持運行。德州柑桔互助會表示格蘭德河谷的農場大受影響，當地損失60%葡萄柚和100%的晚季橙。

### 工業
2月15日，德州的石油業和煉油厰關閉，影響布蘭特原油和西德克薩斯中間基原油價格升到13個月來高位。德州的能源業内人士表示，嚴寒天氣導致的設備凍結和供電問題，可能會影響未來數周的原油產出。跨國能源公司雪佛龍表示在德州二叠纪盆地的業務在停產，另一個在該地有業務的跨國能源公司埃克森美孚表示在減產。2月23日，消息人士透露寒冷天氣令德州當地200萬桶/日的原油產量被迫關閉，後續需要給設備除冰、重啓及檢查，至少需要兩周後才能恢復這部分產量。美國銀行表示過去一周，德州寒潮使全球庫存減少5000萬桶。德州煉油廠由於停工，需要燃燒和排放設備中的氣體以避免設備損害，德州環境品質委員會初步統計最大的五家煉油廠停工期間排放出33.7萬磅污染氣體。2月23日，環境保護基金估計在上周大停電和暴雪期間，石油和化工相關工業排放出350萬磅額外的污染氣體。
2月16日，受到大停電影響，在德州奧斯汀的三星電子、恩智浦及英飛凌旗下半導體工廠被迫停工。2月22日下午，三星宣佈在奧斯汀半導體工廠恢復供電，會儘快恢復生產。3月2日，德州的半導體工廠表示還需要兩周時間恢復因停電而中止的生產，預計會影響客戶數月時間。
2月18日，由於17日德州州長禁止德州出口天然氣到其他地區，德州對墨西哥的天然氣供應中斷，福斯汽車、日產汽車和豐田汽車在墨西哥北部的生產線被迫停止。

### 市政及通訊服務
2月15日，德州奧斯汀市政府宣佈停止16和17日所有營運中心的服務，同時當日所有城市會議和法院會議均取消，同日清晨至下午三點，市政府相關網站無法登入，非緊急服務3-1-1亦無法使用。奧斯汀-伯格斯特國際機場當日全部航班取消。奧斯汀當地電視台KVUE反應收到市民投訴手機服務和網絡服務中斷，調查顯示AT&T、T-Mobile和Verizon等電信供應服務商均收到大量服務中斷的報告，服務商正盡力搶修。德州最大城市休斯敦的居民需要外出購買燃料取暖，當地網絡及通訊服務中斷。在後續的調查中，2月14日到20日期間七成德州人表示失去網絡服務。

### 電子遊戲產業
受冬季風暴和大停電影響，位於德州的多家大型電子遊戲開發商停止營運，如EA德州分部、動視暴雪德州分部、Aspyr Media、Certain Affinity和Owlchemy Labs相關業務暫停。少數開發商如Cloud Imperium Games憑藉後備電源維持運行。

### 醫療
受大停電和極端天氣造成的交通影響，德州的新冠疫苗分發受阻，當地疫苗接種中心暫時性關閉。2月16日，當地州衛生官員反應，冬季風暴推遲了原定數十萬劑的疫苗交付，本周數百家醫療機構的一百萬劑疫苗注射計劃也告吹。2月18日，總統首席醫療顧問安东尼·弗契表示在天氣稍微好轉，冰雪融化之後，會馬上以卡車和人員補上缺失的疫苗分發。
德州的醫療機構和設施因為停電和供水系統出現問題而收縮經營，醫院需要使用備用發電系統維持運作，大量手術要重新安排時間。2月17日，聖大衛南奧斯汀醫療中心由於缺水需要轉移三百多名病人，由於全州面臨類似的情況，並不能找到有能力接收大批患者的醫院。戴爾兒童醫療中心要求患者不要洗澡，廁所不能沖水，醫護人員只會在需要時才更換床單。德州部分透析中心無法運作，全德州五萬名需要透析的患者面臨風險。

### 間接傷亡
暴風雪造成的大停電在德州造成至少48人死亡，其中30人在休斯敦，死亡的主要原因是無法取暖失溫致死和取暖引致的一氧化碳中毒致死。而在哈里斯縣，就發生了300多起懷疑一氧化碳中毒的事件。德州衛生部門統計死於冬季風暴的人數，2月11日到3月5日之間至少210人死亡，大部分是失溫致死，部分為交通意外、一氧化碳中毒、停電引起的醫療設備故障、墜落和火災。

## 美國國内反應与应对措施

### 政府
2月12日，德州州長格雷格·阿博特宣佈德州進入災難狀態，表示將動員全州所有部門和資源以應對嚴寒天氣。隨著情況惡化，2月13日，格雷格·阿博特向白宮申請德州進入緊急狀態。2月14日，美國總統喬·拜登批准其申請，並授權聯邦緊急事務管理署調動聯邦資源協助德州。2月16日，德州州長呼籲立法機構調查ERCOT，並提出要對德州的供電系統進行改革以避免再發生類似的事件。2月17日，德州州長命令當地天然氣生產商在2月21日之前要優先供應本地使用，不得出口天然氣到其他地區。2月18日，德州州長向白宮申請德州進入重大災難狀態，内容包括個人援助、公共援助和減災補助計劃。2月20日，獲得美國總統喬·拜登批准。同日德州州長和副州長及德克薩斯州立法機構成員召開緊急會議，討論德州大停電後，部分用戶電費大幅度增加的情況。會後州長簽署兩個行政命令，禁止電力供應商因為欠費而中斷用戶電力和禁止電力供應商給用戶發出賬單直至他們想出替代方案。同日廢除部分法規，允許酒精行業的車隊運輸非酒精貨物，以加快全州物資供應的恢復。2月21日德州州長宣佈獲得聯邦批准，美國補充營養協助計畫放寬申請標準，可以用於熟食和即食商品，以幫助德州人民度過困境。

### 捐助
2月19日，紐約州民主黨眾議員亚历山德里娅·奥卡西奥-科尔特斯帶頭為德州支援食物配給、無家可歸者和長者的志願機構籌款，直至21日為止媒體報導總募得金額已經超過4百萬美元。

## 政治爭議
大停電引起美國民主黨和共和黨的大論戰，共和黨出身的德州州長格雷格·阿博特和福斯新聞時事評論員如塔克·卡森等借德州風力發電機失靈和這次暴風雪災難，抨擊由民主黨眾議員亚历山德里娅·奥卡西奥-科尔特斯為首推廣的《綠色新政》，並宣揚全球暖化否定說。上屆美國總統唐納德·特朗普的經濟顧問拉里·库德洛直接將德州大停電的責任歸咎於上任剛剛滿一個月的美國總統喬·拜登的進步主義政策。
2月17日，時任德州科羅拉多城市長提姆·博伊德（Tim Boyd）在社交媒體上發表「沒有人欠了你們。而去幫助你們也不是當地政府的責任」「只有强者能生存，弱者只會滅亡」等爭議言論，之後辭去市長一職。另外，美國著名作家斯蒂芬·金亦在社交媒體上借此事批評部份德州選民继续支持那些不相信氣候變化且贊成電網私有化的官員，又揶揄他們或許可在四年後投票予不相信氣候變化的前總統唐納·川普。言論隨即引來民主共和兩方政治評論員的抨擊，紛紛指責他對德克薩斯人乃至整個州缺乏同情心，甚至不清楚當地處境。
2月17日，時任德州共和黨聯邦參議員泰德·克魯茲和家人離開德州，前往墨西哥坎昆渡假，克魯茲被媒體揭發墨西哥之旅後翌日下午獨自乘飛機返回德州侯斯頓。德州民主党主席吉伯托·希诺荷萨批判他是德州的敵人，在德州需要他的時候抛棄德州。克魯茲事後回應事件時指墨西哥之旅是為了順應兩位女兒的請求，這個解釋又被輿論質疑是將責任推卸給親生女兒，形容他「將女兒扔進巴士底下（threw daughters under the bus）」，加之有證據顯示墨西哥之旅並非一早計畫好的行程，而是為了躲過這場暴風雪和大停電才臨急起行。其他爭議還包括特地安排侯斯頓警察護送克魯茲全家前往喬治·布什洲際機場，和將寵物犬獨留德州家中挨凍。2月22日，克魯茲在推特轉載德州電力公司在暴風雪災難期間漲電價的新聞，呼籲州和地區立法者阻止不公義的行為，但遭到反對者翻舊賬指，克魯茲過往主張保護私人企業和減少政府行政干預是導致這次大停電事故的原因。

## 後續

### 法律訴訟
2月16日，一名在康羅的11歲男童懷疑因為大停電無法取暖，所以失溫致死。2月20日，男孩家庭向ERCOT和能源公司提出訴訟，認為事件由於ERCOT和能源公司的疏忽導致並索賠1億美元。冬季風暴之後，ERCOT收到至少35起法律訴訟，ERCOT宣佈他屬於國家機構受法律保護，擁有豁免權。

### 相關負責人請辭或去職
2月16日，德州州長格雷格·阿博特呼籲ERCOT成員為大停電負責並請辭。2月24日，ERCOT六名董事提出請辭，一名董事會候選人撤回申請，請辭的包括ERCOT的正副主席。2月26日，布拉索斯電力合作社副總裁辭去ERCOT的董事一職，是第七位請辭的董事。3月3日，ERCOT解雇了首席执行官比爾·馬格尼斯。
3月1日，德克薩斯州公共事業委員會（PUC）主席迪安·沃克宣布辞去PUC职位。3月8日，PUC成員雪莉·博特金宣佈請辭，是第二位請辭的成員，PUC全員只有三人。

### 電費問題
在冬季風暴期間，有德州居民向媒體反應收到天價電費賬單，2月20日，德州州長簽署兩個行政命令，禁止電力供應商因為欠費而中斷用戶電力和禁止電力供應商給用戶發出賬單直至他們想出替代方案。2月22日，錢伯斯縣一名居民向德州能源供應商Griddy發起集體訴訟，認為在大停電期間Griddy的電費漲幅是價格欺詐行為。由於無法收取電費，加上ERCOT被指調整電力價格過慢，存在過度收費的問題，電力供應商在冬季風暴之後出現嚴重的財政問題。2月25日，Griddy因為「未付款」（nonpayment）而被ERCOT禁止参与德州的电力市场。3月1日，德州最大的電力合作社布拉索斯電力合作社由於不希望將高額電費轉嫁到用戶，因此宣佈破產，欠ERCOT21億美元。休士頓大學能源經濟學家埃德·希爾斯認為，未來還有很多電力公司破產。3月15日，Griddy宣佈破產，欠ERCOT2900萬美元。

### 聽證會
2021年2月25日，得州举行一場關於大停电的听证会，會上議員質询管理和监督该州电力系统的人，會議中大部分的批评皆针对ERCOT。ERCOT被质问为何事前沒有做出更多預警提醒相关当局防範冬季风暴衝擊本地电力系统。ERCOT首席执行官比尔·马格尼斯表示，他的团队已多次警告发电厂這場冬季風暴可能会造成的衝擊。一些州参议员在指出這次大停電证明ERCOT不能确保发电厂已经准备就绪，并认为ERCOT應對风暴工作和管理电力方式並不奏效。而电力公司高管在听证会上证实，ERCOT采取輪流停電，避免了电网完全崩溃。NRG能源的毛里西奥·古铁雷斯表示：「如果用电频率下降得非常快，或者上升得很快，就会给发电工厂带来巨大的问题。」。马格尼斯认为有必要采取这种做法，因为这可以保持电力系统的完整性。马格尼斯也表示对大停电事件感到责任和后悔，也使得克萨斯州上周遭受了不必要的痛苦。议员们要求比尔·马格尼对大停电事件引咎辞职。
德克薩斯州公共事业委员会（PUC）主席迪安·沃克在听证会上被質疑監管ERCOT不力。迪安·沃克在听证会上申诉，PUC没有得到法律授权，要求对电厂进行防寒準備，但質詢她的议员指出PUC擁有對ERCOT完全管理權，并且有權利向立法機構申請擴大管理範圍，但是在大停電前後沒有作為。
能源公司评论停电的原因在於天然氣供應不足、電網干擾和ERCOT缺乏溝通。美国最大独立能源公司Vistra能源首席执行官柯特·摩根在会上指出大停電的主因是依赖天然气供应的燃气发电机在當時无法运作。燃气发电厂发电量佔得州總发电量的一半以上，天然气輸送管道凍結导致当地发电厂能源不足。柯特·摩根对過去自己支持得州電力的自由市場模式感到动摇。另一家得州能源公司NRG 能源的首席执行官毛里西奥·古铁雷斯也表示，天然气系统供应不足会导致电力系统受损，如發電量330兆瓦的綠溪发电厂就因天然氣不足兩次停转。古铁雷斯表示，过往在每年9月份NRG都会好過冬準備，此後他們會以這次冬季風暴為標準做防寒準備。能源公司Calpine首席执行官Thad Hill表示，自家在德州的十二家天然氣發電廠中有两家因嚴寒而关闭，60％以上的斷電与天然气供应有关。

### 調查報告
休斯敦大學霍比公共政策研究院在3月28日和4月8日發佈關於德州在2021年冬季風暴的調查報告，2月14到20日期間，近七成德州人在期間遭遇停電，平均停電42小時，而哈里斯縣居民有九成人在期間遭遇停電平均停電49小時。有近四分之三的德州人不滿意ERCOT的表現，其中六成五人表示强烈不滿，有近一半人不滿州長格雷格·阿博特的表現。超過三分之二德州人同意氣候變化，讓德州更容易受到極端天氣影響。過半數德州人不願意支付額外的費用以支持德州電網針對極端天氣升級。
有約六成德州人認為應當發展風能和太陽能等替代能源以解決能源供應問題，其餘四成認為應該加大對石油和天然氣的勘探和開發。其中八成五民主黨支持者認為要發展替代能源，七成七共和黨支持者認為要擴大石油和天然氣。

### 政府立法
德州參議院共和黨議員查爾斯·施韋特納在3月12日向參議院提交兩個法案，分別為改革ERCOT的2號法案，全面改革德州電力市場的3號法案，方案於3月29日在參議院通過。方案要求德州電力公司對電力系統和天然氣輸送系統進行防寒的升級改造，還禁止市場推出零售電力方案以避免再次出現冬季風暴中高額賬單的情況。應對未來停電，建立全州的緊急警報系統，并且將既有的德州能源可靠性委員會正規化，負責管理全州的天然氣分配。會議期間有議員提出修正案建議德克薩斯州公共事業委員會（PUC）和德克薩斯州鐵路委員會（TRC）需要在六個月内分別就電力和天然氣供應，提出應對極端天氣的報告。其中設備升級改造的費用問題，在方案中并沒有提及。6月8日德州州長格雷格·阿博特簽署兩個法案，正式成為法律。兩個方案有不少修訂和刪減，政府將發行65億由納稅人擔保的債券以穩定電力市場，電力公司需要升級設備，TRC和ERCOT負責檢查，不通過會有100萬美元罰款。確保醫院和透析中心用電的條例被刪減，只有被認定為「重要」的天然氣供應商才需要升級設備，鏈接消費者的基礎設施不在要求範圍內。ERCOT的董事會人數縮減到11人，由州長、副州長和州眾議會議長各選一人組成選委會任命ERCOT的8名董事會成員，州長負責任命PUC負責監管ERCOT的人員。增強了政府對ERCOT的控制。
波克夏·哈薩威能源在2月份提出一個耗費83億建設10座應急發電廠的方案，建設費用會以增加電費的方式獲得。該方案由查爾斯·施韋特納向參議院提出，4月15日方案在德州參議院展開討論，遇到很多反對聲音。德州最大獨立能源公司Vistra能源表示該方案會使州内一些老舊發電廠關閉，NRG能源等表示方案會「擾亂市場定價並減少新投資」，德州工業用電消費者代表凱蒂·科爾曼表示有很多方法改善德州電力基礎設施，而不用給德州人帶來經濟負擔。還有反對的觀點認為方案會干擾到德州電力的自由市場模式。

## 評論
《中國紀檢監察報》在2月19日和21日先後報道德州大停電，表示「大停电就像一面镜子，暴露出美国制度体系的缺陷，照映出美国长期存在的贫富分化、弱势群体权益保障不力、基础设施建设滞后等问题。」並引述中國人民大學教授，美國研究中心副主任李庆四的觀點表示美國應對大停電和2019冠狀病毒病疫情的表現，讓「这些早已存在的深层次矛盾充分暴露，给人们上了生动一课」。
《德國之聲》駐德州記者刘文表示無法理解在大停電高峰期大部分居民區停電數日時，商城和寫字樓燈火通明，做不到最基本的節約用電。也指出寒潮下德州「造成如此严重的后果最大的原因是政府准备不足」。
休士頓大學能源經濟學家埃德·希爾斯認為ERCOT一直對德州電網投資不足又忽視之前警告，這次大停電在預料之中。
2月16日，兩名位德州電機工程學和一名化學工程學系大學教授在《休士頓紀事報》摘文，提出一些可能導致大停電的因素，包括得州的独立电网制度，限制了電力输入和输出，本地天然气與风力发电基础设施还无法应对这场极端冬季风暴和需量反應機制。並建议德州政府应该采取措施，以防止在未来的恶劣天气事件中发生类似的故障。包括在考慮极端条件下，對风力涡轮机和其他发电基础设施的進行防寒處理，和应该投资额外的高壓直流輸電，以将得州电网与美國东西電網互相连接起来，以便在电力不稳定时可以利用其进出口。加强監管和設計需量反應的市场机制，同时考虑战略能源储备。
2月27日，《中国电力报》记者采访了中国国家能源局电力司负责人，負責人認為引发此次得州大停电的原因有三点：1.得州居民用户约60%采用电加热方式采暖，极寒天气使得州电网负荷急剧上升，高峰时出现了约2000万千瓦的电力供应缺口；2.得州燃气和风电机组为主占总装机的77%，天然气管道与风电机组设备结冰，无法正常运行的机组超过总装机的三分之一；3.得州电网通过仅125万千瓦的5回小容量直流，与美国其他地区电网和墨西哥电网相连，不足最大负荷的2%，无法通过跨区互济获取外部支援。根据目前掌握的资料，国家能源局表示，初步认为美国有关方面在应急准备上可以做进一步改进。
2月28日，《中国电力新闻网》訪問中國國内能源行業專家評論事件。華北電力大學能源互联网研究中心主任曾鸣指出「极寒天气只是造成大停电的客观原因，深层次原因首先是没有预警方案。该地区已提前预报即将出现极寒天气，但当地部门并没有立刻做出预案和应急准备」。對於網絡流傳德州獨立電網是大停電原因的觀點，專家指出「融入大电网并不是避免危机的充分条件」。

## 備註
1. ↑  德克薩斯州電力可靠性委員會宣佈進入第三級紧急狀態到宣佈電力恢復正常[1]
2. ↑  德克薩斯州電力可靠性委員會統計的持續停電時間[1]
3. ↑  「雪莉」（Shirley）的稱呼為美國天氣頻道命名，非正式名稱
4. ↑  「烏里」（Uri）的稱呼為美國天氣頻道命名，非正式名稱
5. ↑  需量反應機制是透過智慧電網的科技，將自己沒用到的能源提供到電力市場，相互分享，讓電力使用更具效率，降低用戶的能源支出。不過也變相讓發電廠降低了備用電力。

## 外部連接
- 將德克薩斯州電力可靠性委員會2月24日緊急會議的簡報 （页面存档备份，存于）（英文）：會議中討論了大停電事宜
- 聚焦美国得州大停电（简体中文）-《中国电力新闻网》新聞專題頁面
- 休斯敦大學霍比公共政策研究院關於德州在2021年冬季風暴的報告：全德州 （页面存档备份，存于）（英文）、哈里斯縣 （页面存档备份，存于）（英文）